# Michael Hesemann

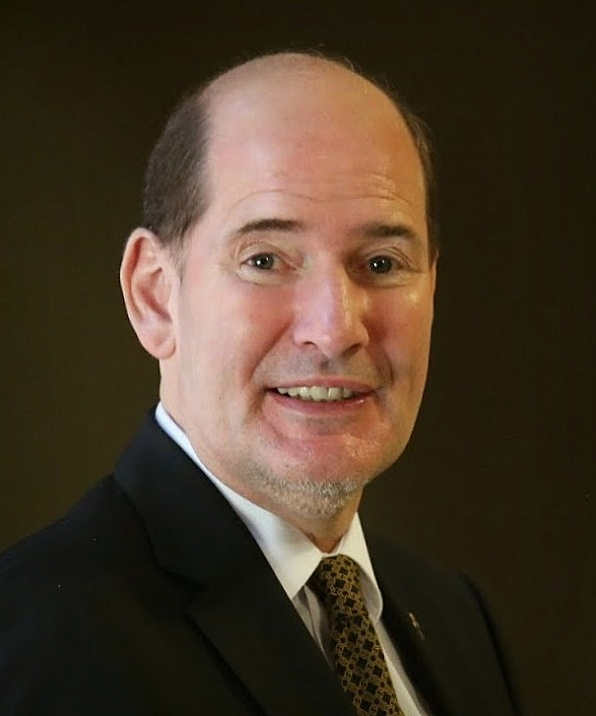
Michael Hesemann (2016)

Michael Hesemann (* 22. März 1964 in Düsseldorf) ist ein deutscher Autor und Journalist. Er publizierte zunächst über UFOs und paranormale und pseudowissenschaftliche Themen. Seit 1997 schreibt er hauptsächlich populärwissenschaftliche Bücher zu christlichen sowie zeit- und kirchengeschichtlichen Themen. Hesemann vertritt dabei dezidiert konservativ-traditionelle römisch-katholische Ansichten.

## Leben und Wirken

### Kindheit und Studium
Hesemann verbrachte seine Kindheit und Jugend in Neuss. Als er um die 14 Jahre alt war, hatte sein Vater nach eigenen Angaben eine UFO-Sichtung. Dies bezeichnete Hesemann 2008 rückblickend als prägend für seine eigene Entscheidung, UFO-Forscher zu werden. Auf das Abitur 1983 am Alexander-von-Humboldt-Gymnasium folgten Studien der Geschichte, Kulturanthropologie, Literaturwissenschaften und Journalistik an der Universität Göttingen.

### Wirken als Journalist und Autor
Bekannt wurde Hesemann durch Veröffentlichungen zu verschiedenen Themen der Pseudowissenschaften, unter anderem über Prophezeiungen, UFO-Forschung, Kornkreise. Von 1984 bis 2000 war er Chefredakteur der Zeitschrift Magazin 2000, die sich paranormalen Themen widmete. Hesemann produzierte Videos mit Titeln wie „UFOs – die Beweise“ und schrieb zahlreiche Bücher zum Thema. Er hielt dazu Vorträge und lud zu Tagungen über außerirdische Erscheinungen ein, unter anderem mit Ingrid Schlotterbeck zur „UFO-Weltkonferenz“ 1995 in Düsseldorf. Er gehörte zum festen Autorenkreis des in den USA erscheinenden International UFO Library Magazine, wo er etwa in der Jahresausgabe 1993 über „Contacts and Abductions“ (Kontakte mit und Entführungen durch Aliens) schrieb. In dieser Funktion trat er in Rundfunk- und Fernsehsendungen auf. Beim UFO-Weltkongress in Zagreb 1993 berichtete er als Kulturanthropologe von Stasi-Akten über UFOs.
Mitte der 1990er Jahre lernte Hesemann bei einer Fernsehdiskussion über das sogenannte Alien-Autopsy-Video den Geistlichen Monsignore Corrado Balducci kennen (ein hochrangiges Mitglied des Vatikans, Experte für Dämonologie und vormaliger Exorzist von Papst Paul VI.), zu dem Hesemann eine Freundschaft entwickelte. 1997 veröffentlichte Hesemann ein Medienaufmerksamkeit erregendes Interview mit Balducci, in dem jener die Auffassung vertrat, dass UFOs und Begegnungen mit Außerirdischen real seien und nicht im Widerspruch zur katholischen Lehrmeinung stünden. Seit 1997 publiziert Hesemann hauptsächlich über christliche Themen und schrieb neben seinen Büchern Artikel für Die Welt, die katholische Wochenzeitung Die Tagespost oder für Kath.net. Seit 1999 ist er als Journalist beim Pressesaal des Heiligen Stuhls akkreditiert.
Einige seiner Bücher wurden in mehrere Sprachen übersetzt. Für Veröffentlichungen wie Der erste Papst. Archäologen auf der Spur des historischen Petrus (2003), Paulus von Tarsus. Archäologen auf den Spuren des Völkerapostels (2008), oder Jesus von Nazareth (2009) machte er ausgedehnte Reisen und nahm selbst an Ausgrabungen teil. Die von Hesemann aufgezeichneten Erinnerungen Georg Ratzingers Mein Bruder, der Papst (2011) wurden in 12 Sprachen übersetzt. Mit Arturo Mari, dem Fotografen von Papst Johannes Paul II., verfasste er die Biografie Johannes Paul II. Erbe und Charisma. 2015 veröffentlichte er das Buch Völkermord an den Armeniern zum gleichnamigen Thema, mit Dokumenten aus dem Vatikanarchiv aus der Zeit des Ersten Weltkriegs. Für sein Buch Der Papst und der Holocaust über Papst Pius XII. und dessen Rolle in Bezug auf den Holocaust, das 2018 erschien, forschte er ebenfalls in den Archiven des Vatikans. Für sein Buch Papst Franziskus: Das Vermächtnis Benedikt XVI. und die Zukunft der Kirche interviewte er unter anderem die Schwester des Papstes, Maria Elena Bergoglio, sowie Freunde und Vertraute des Papstes wie Abraham Skorka und Pater Guillermo Marcó. Weitere Bücher Hesemanns beschäftigen sich beispielsweise mit den Trägern der Wundmale Christi, den Geheimnissen von Fatima, dem Turiner Grabtuch, dem Schweißtuch der Veronika sowie dem Nationalsozialismus.

### Film, Fernsehen und Radio
Als Autor und Historiker wirkte er bei verschiedenen Dokumentarfilmen mit. In fünf Folgen der US-amerikanischen Serie In Search of Holy Treasure (2010) war Hesemann einer der Experten, die sich mit der Untersuchung der Gültigkeit christlicher Reliquien beschäftigten. In der ZDF-Dokumentation Die Suche nach dem Heiligen Kreuz (2013) aus der Reihe Mythen-Jäger ging er der Frage nach der Echtheit der Reliquie des Kreuzestitulus aus der Kirche Santa Croce in Rom nach. Eine weitere ZDF-Produktion war der Dokumentarfilm Der heilige Gral (2020) aus der Reihe Mythos: Die größten Rätsel der Geschichte. Der Film Das dritte Geheimnis von Fatima von Bruce Burgess wurde 2021 vom ORF gesendet. Zudem begleitete er Werner Boote auf dessen Suche nach dem Heiligen Gral für die ORF-Dokumentation Parsifal – Indiana Jones und Richard Wagner (2004), die anlässlich der Neuproduktion der Oper Parsifal an der Wiener Staatsoper entstand.
Als Gast und Referent war Hesemann in den Sendern Vatican News, EWTN, K-TV, Bibel TV, Kirche in Not, Radio Horeb oder im Gespräch mit dem rechtskonservativen Journalisten Martin Lohmann zu hören. 2013 war er einer der Gäste in Frank Elstners Talkshow Menschen der Woche.

### Vorträge und Reden
Nationale und internationale Vortragstätigkeiten führten ihn zum Beispiel an die Armenische Nationale Akademie der Wissenschaften, die Hochschule Heiligenkreuz, die Gustav-Siewerth-Akademie, das Einstein Forum in Potsdam, die Universität Bielefeld oder zum Politischen Bildungsforum Rheinland-Pfalz der Konrad-Adenauer-Stiftung. Als Redner wirkte er unter anderem 2013 bei einer Konferenz über Religionsfreiheit im Europäischen Parlament, organisiert von László Surján; im selben Jahr sprach er anlässlich der Gedenkfeier des Zentralrates der Armenier in Deutschland in der Frankfurter Paulskirche. 2020 hielt er eine Rede auf der Gedenkveranstaltung zum Holocaust im UNO-Hauptquartier, auf Einladung des Vertreters des Heiligen Stuhls an den Vereinten Nationen, Erzbischof Gabriele Caccia.

### Begegnungen mit Päpsten
Hesemann erhielt Audienzen bei den Päpsten Johannes Paul II., Benedikt XVI., zu dem er auch nach dessen Rücktritt im Jahr 2013 und bis zu dessen Tod Kontakt hatte, und Franziskus. Gemeinsam mit Erzbischof Georg Gänswein organisierte er ein Konzert für den emeritierten Papst und Georg Ratzinger zu dessen 90. Geburtstag.

## Positionen
Hesemann ist Gründungsmitglied der Initiative Deutschland pro Papa, die sich für die Papsttreue der Katholiken einsetzt. Er vertritt die konservative Lehre der römisch-katholischen Kirche und wendet sich vehement gegen den Synodalen Weg in Deutschland und Reformbestrebungen innerhalb der katholischen Kirche (Frauenweihe, Abschaffung des Zölibates, Segnung gleichgeschlechtlicher Paare und die Kommunion für Protestanten).
Im Februar 2021 solidarisierte er sich in einem offenen Brief mit dem wegen der schleppenden Aufarbeitung von Fällen sexuellen Missbrauchs im Erzbistum Köln in die Kritik geratenen Kardinal Woelki.

## Kritik
Auf der „UFO-Weltkonferenz“ 1995 in Düsseldorf präsentierte Hesemann vermeintliche Video-Beweise für die sogenannte „Alien Autopsy“, auch „Santilli-Film“ genannt, eine gefälschte Filmdokumentation zur vorgeblichen Obduktion eines Außerirdischen, der 1947 mit einem UFO bei Roswell abgestürzt sei. 2000 bezeichnete Der Spiegel Hesemann im Kontext seiner Thesen über das Turiner Grabtuch als einen „umstrittene[n] Autor populärwissenschaftlicher Werke“.
Im Archiv der deutschen Nationalkirche Santa Maria dell’Anima in Rom stieß Hesemann nach eigenen Angaben auf ein Dokument, das belege, dass die Deportation römischer Juden durch die SS am 16. Oktober 1943 auf Intervention von Papst Pius XII. hin gestoppt und die rund 7000 geretteten Juden daraufhin in römischen Klöstern und in Einrichtungen des Vatikans versteckt wurden. Im Vatikanischen Archiv meinte er Belege für eine frühe Verbindung des späteren Papstes zum Zionismus zu sehen, die zeigen, dass sich der Vatikan in den Wochen nach den Novemberpogromen 1938 vergeblich um Visa für 200.000 deutsche Juden bemüht habe, um ihnen die Ausreise nach Südamerika zu ermöglichen. Jörg Ernesti schrieb in seiner Besprechung von Hesemanns Buch zu Papst Pius XII. und dessen Rolle im Holocaust in der FAZ, Hesemann habe allseits bekannte Tatsachen „mit bemerkenswerter Einseitigkeit dargestellt.“ Er könne einen großen Teil seiner Quellen nicht nachweisen und verwende Quellen, die bereits bekannt seien. So gelange Hesemann zu einer Darstellung, die weder ausgewogen noch differenziert, stattdessen durchweg durch eine apologetische Tendenz geprägt sei.
Hesemann propagiert die angeblichen, kirchlich nicht anerkannten Marienerscheinungen von Sievernich. Sein Text, in dem er mit Bezug darauf die Hochwasserkatastrophe 2021 mit der Segnung homosexueller Paare durch katholische Priester in Verbindung brachte, wurde von Dennis Klein auf queer.de als „wirre Abhandlung“ kritisiert.
Hesemann vertritt Haltungen von Impfgegnern und Skeptikern der Schulmedizin und leugnet offenkundig den von Menschen gemachten Klimawandel.

## Ehrungen und Auszeichnungen
- 2016: Ehrendoktorwürde der Armenischen Nationalen Akademie der Wissenschaften (NAS-RA)[68][69]
- 2016: Stephanus-Preis der St.-Stephanus-Gesellschaft (Ungarn) in der Kategorie „Literatur“ für Hesemanns Buch Die Dunkelmänner[70]
- 2019: Großkreuz des Ordens vom Flügel des Heiligen Michael[71]
- 2019: Goldenes Verdienstkreuz am Bande des portugiesischen Königshauses[71]

## Buchpublikationen (Auswahl)

### Pseudowissenschaften
- Findet der Weltuntergang statt? Chiva-Verlag, Kiel 1984, ISBN 3-925071-03-2.
- UFOs: die Kontakte. Eine Dokumentation. Selbstverlag, München 1990; 6. Auflage Silberschnur-Verlag, Neuwied 1998, ISBN 3-931652-37-8.
- Botschaft aus dem Kosmos. Silberschnur Verlag, Neuwied 1993, ISBN 3-923781-64-4. Erweiterte Neuauflage unter dem Titel: Kornkreise. Die Geschichte eines Phänomens. Silberschnur-Verlag, Neuwied 1993, ISBN 3-931652-04-1.
- Geheimsache UFO: Die wahre Geschichte der unbekannten Flugobjekte. Silberschnur-Verlag Neuwied 1994, ISBN 3-923781-83-0.
- Jenseits von Roswell. UFOs: der Schweigevorhang lüftet sich …. Silberschnur Verlag, Neuwied 1996, ISBN 3-931652-15-7.
- Kornkreise: die Geschichte eines Phänomens. 2. Auflage, Silberschnur-Verlag, Neuwied 1996.
- UFOs über Deutschland. Ein praktisches Handbuch. Falken-Verlag, Niedernhausen 1997, ISBN 3-635-60319-8.
- UFOs: eine Bilddokumentation. Könemann Verlag Köln 2001, ISBN 3-8290-8403-X.
- Die Kornkreis-Chroniken: die Geschichte eines Phänomens geht weiter. Silberschnur-Verlag Güllesheim 2002, ISBN 3-89845-012-0.

### Christliche und zeitgeschichtliche Themen
- Geheimsache Fatima. Vom Vatikan verschwiegen. Was offenbarte die Gottesmutter über die Zukunft der Menschheit? Bettendorf Verlag, München/Essen 1997, ISBN 3-88498-117-X.
- Die Jesus-Tafel. Entdeckung der Kreuz-Inschrift. Herder Verlag, Freiburg im Breisgau 1999, ISBN 3-451-27092-7.
- Die stummen Zeugen von Golgatha. Die faszinierende Geschichte der Passionsreliquien Christi. Hugendubel, Kreuzlingen, München 2000, ISBN 3-7205-2139-7.
- Das Fatima-Geheimnis. Marienerscheinungen, der Papst und die Zukunft der Menschheit. Kopp Verlag, Rottenburg 2002, ISBN 3-930219-44-1.
- Geheimakte John F. Kennedy. Warum mußte der amerikanische Präsident sterben? Kopp Verlag, Rottenburg 2003, ISBN 3-930219-65-4.
- Der erste Papst. Archäologen auf der Spur des historischen Petrus. Pattloch Verlag, München 2003, ISBN 3-629-01665-0.
- Die Entdeckung des Heiligen Grals. Das Ende einer Suche. Pattloch Verlag, München 2003, ISBN 3-629-01659-6.
- Hitlers Religion. Die fatale Heilslehre des Nationalsozialismus. Pattloch Verlag, München 2004, ISBN 3-629-01678-2.
- Hitlers Lügen. Wie der „Führer“ die Deutschen täuschte. Area Verlag, Erftstadt 2005, ISBN 3-89996-481-0.
- Johannes Paul II. der Große. Eine Biographie in Bildern. Tosa Verlag, München 2005, ISBN 3-85492-628-6.
- mit Yuliya Tkachova: Benedetto! Benedikt XVI., die Kirche ist jung! Pattloch Verlag, München 2005, ISBN 3-629-02104-2.
- Stigmata. Sie tragen die Wundmale Christi. Silberschnur Verlag, Güllesheim 2006, ISBN 3-89845-125-9.
- Die Dunkelmänner. Mythen, Lügen und Legenden um die Kirchengeschichte. Sankt Ulrich Verlag, Augsburg 2007, ISBN 3-86744-016-6.
- Paulus von Tarsus. Archäologen auf den Spuren des Völkerapostels. Sankt Ulrich Verlag, Augsburg 2008, ISBN 3-86744-024-7.
- Der Papst, der Hitler trotzte. Die Wahrheit über Pius XII. Sankt Ulrich Verlag, Augsburg 2008, ISBN 3-86744-064-6.
- St. Paul vor den Mauern. Ein akustischer Pilgerführer. Hörbuch, Kehl-Verlag, Fulda 2009, ISBN 978-3-930883-47-9.
- Jesus von Nazareth. Archäologen auf den Spuren des Erlösers. Sankt Ulrich Verlag, Augsburg 2009, ISBN 978-3-86744-092-9.
- Das Blut-Tuch Christi. Wissenschaftler auf den Spuren der Auferstehung. Herbig-Verlag, München 2010, ISBN 978-3-7766-2632-2.
- Auf den Spuren des Grabtuchs von Turin. Eine Entdeckungsreise zu einem der größten Rätsel des Christentums. Fulda 2010.
- Maria von Nazareth. Geschichte, Archäologie, Legenden. Sankt Ulrich Verlag, Augsburg 2011, ISBN 978-3-86744-163-6.
- mit Arturo Mari: Johannes Paul II. Erbe und Charisma. Sankt Ulrich Verlag, Augsburg 2011, ISBN 978-3-86744-185-8.
- Georg Ratzinger: Mein Bruder, der Papst. Aufgezeichnet von Michael Hesemann. Herbig-Verlag, München 2011, ISBN 978-3-7766-2678-0.
- Der Papst in Deutschland. Sankt Ulrich Verlag, Augsburg 2011, ISBN 978-3-86744-184-1.
- Jesus in Ägypten. Das Geheimnis der Kopten. Herbig-Verlag, München 2012, ISBN 978-3-7766-2697-1.
- Papst Franziskus. Das Vermächtnis Benedikts XVI. und die Zukunft der Kirche. Herbig, München 2013, ISBN 978-3-7766-2724-4.
- Völkermord an den Armeniern. Mit unveröffentlichten Dokumenten aus dem päpstlichen Geheimarchiv über das größte Verbrechen des Ersten Weltkriegs. Herbig-Verlag, München 2015, ISBN 978-3-7766-2755-8.
- Mysterium – Ungelöste Rätsel der Christenheit. Bd. 1: Nicht von Menschenhand – Marienerscheinungen und heilige Bilder. Bonifatius-Verlag, Paderborn 2015, ISBN 978-3-89710-610-9.
- Das letzte Geheimnis von Fatima. Kopp-Verlag, Rottenburg 2016, 2. Aufl. 2021, ISBN 978-3-86445-357-1.
- Mysterium – Ungelöste Rätsel der Christenheit. Bd. 2: Menetekel – Prophezeiungen, Visionen, blutende Hostien. Bonifatius-Verlag, Paderborn 2017, ISBN 978-3-89710-729-8.
- Der Papst und der Holocaust. Pius XII. und die geheimen Akten im Vatikan. Langen-Müller Verlag, Stuttgart 2018, ISBN 978-3-7844-3449-0.
- als Hrsg.: Im Namen des Kostbaren Blutes. Die Botschaften von Sievernich 2000–2021. Fe-Medienverlag, Kisslegg 2022, ISBN 978-3-86357-338-6.
- Die Bibel hat recht! Archäologen auf den Spuren des Alten Testamentes. Langen-Müller Verlag, München 2022, ISBN 978-3-7844-3603-6.
- Garabandal. Warnung und Wunder. Media Maria-Verlag, Illertissen 2022, ISBN 978-3-947931-46-0.
- als Hrsg.: König der Barmherzigkeit. Die Botschaften von Sievernich 2018–2023. Fe-Medienverlag, Kisslegg 2023, ISBN 978-3-86357-403-1.
- mit Thorsten Schulte: Die große Täuschung. John F. Kennedys Warnung & die Bedrohung unserer Freiheit. FFW-Buchverlag, Nidwalden 2024, ISBN 978-3-9525981-0-8.
- Heroldsbach. Als der Himmel die Erde berührte. Miriam-Verlag Jestetten 2024, ISBN 978-3-87449433-5.
- mit Nikola Eterović: Rom im Heiligen Jahr. Media Maria-Verlag, Illertissen 2024, ISBN 978-3-947931-67-5.